# Aechmea pyramidalis
Aechmea pyramidalis är en gräsväxtart som beskrevs av George Bentham. Aechmea pyramidalis ingår i släktet Aechmea och familjen Bromeliaceae. Inga underarter finns listade i Catalogue of Life.